# ملكة جمال الولايات المتحدة الأمريكية 1972
ملكة جمال الولايات المتحدة الأمريكية 1972 (بالإنجليزية: Miss USA 1972)‏ هي نسخة الحادية والعشرون من مسابقة ملكة جمال الولايات المتحدة الأمريكية منذ انطلاقتها عام 1952، عقدت المسابقة في 20 مايو 1972 في فندق شاطئ سيرومار في دورادو ، بورتوريكو ، في نهاية الحدث توجت تانيا ويلسون من هاواي من قبل ملكة ملكة جمال الولايات المتحدة الأمريكية المنتهية ولايتها ميشيل ماكدونالد من ولاية بنسلفانيا، لتصبح ثاني امرأة من هاواي تفوز بلقب ملكة جمال الولايات المتحدة الأمريكية.

## النتائج

### المراكز النهائية
| النتائج النهائية                          | المتنافسة |
| ----------------------------------------- | --- |
| ملكة جمال الولايات المتحدة الأمريكية 1972 | - هاواي - تانيا ويلسون |
| الوصيفة الأولى                            | - نيويورك - ألبرتا فيليبس |
| الوصيفة الثانية                           | - كاليفورنيا - كيم كريستينا هوبسون |
| الوصيفة الثالثة                           | - فلوريدا - كوني إنسور |
| الوصيفة الرابعة                           | - أوهايو - كاثلين آن كيلمير |
| أفضل 12                                   | - ألاسكا - باتريشيا لين - مقاطعة كولومبيا - جانيت جيل غرينوالت - لويزيانا - بوني مارتن - ميشيغان - مارلين آن بيتي - نيو مكسيكو - دونا ريل - كارولاينا الشمالية - ديبورا آن فولز - كارولاينا الجنوبية - سوزان جوردون |

## المتسابقات
قائمة الولايات والمندوبات المشاركات في مسابقة ملكة جمال الولايات المتحدة الأمريكية 1971:
| - ألاباما - إيلين بارنهيل - ألاسكا - باتريشيا لين - أريزونا - مارسيا بانكس - أركنساس - سوزان تيتشينور - كاليفورنيا - كيم هوبسون - كولورادو - باتريشيا كاديجان - كونيتيكت - ديان ستيفنز - ديلاوير - ميشيل فوير - مقاطعة كولومبيا - جانيت جيل غرينوالت - فلوريدا - كوني إنسور - جورجيا - كاي آيرز - هاواي - تانيا ويلسون - أيداهو - ليان فولمر - إلينوي - جاني هول - إنديانا - جولي كليفورد - آيوا - جينيفر جو أوين - كانساس - منى جوسنيير - كنتاكي - تمارا برانستيتر - لويزيانا - بوني مارتن - مين - سينثيا لوس - ماريلند - باتي تاونسند - ماساتشوستس - ديل كاردر - ميشيغان - مارلين آن بيتي - مينيسوتا - دارلين كوسكينيمي - مسيسيبي - ديبورا باوليك - ميزوري - جانيت بوتر | - مونتانا - ميتريان بوبوفيتش - نبراسكا - تيريزا إنجلز - نيفادا - تريسي لين ويتني - نيوهامبشير - كاثي ديفيس - نيوجيرسي - ليلا ديسانتس - نيومكسيكو - دونا ريل - نيويورك - ألبرتا فيليبس - كارولاينا الشمالية - ديبورا آن فولز - داكوتا الشمالية - جيل شميشيل - أوهايو - كاثلين كيلمير - أوكلاهوما - بام فينيربيرغ - أوريغون - إيفون فيليس - بنسيلفانيا - جيني زادروزني - رود آيلاند - جين ليماي - كارولاينا الجنوبية - سوزان جوردون - داكوتا الجنوبية - كاثلين باك - تينيسي - ليندا ديان طومسون - تكساس - سوزان بيترز - يوتا - بيجي مور - فيرمونت - ستايسي بيكر - فيرجينيا - ديدي مور - واشنطن - كوني أمبروز - فيرجينيا الغربية - ديان ماكوتشين - ويسكونسن - سوزان ناس - وايومنغ - تمارا تولي |

## روابط خارجية
- موقع ملكة جمال الولايات المتحدة الأمريكية الرسمي